# شمس فخري
شمس فخري (ازدهر في النصف الأول من القرن 14) كان معجميًا وعالم لغة إيرانيًا، اشتهر بأنه مؤلف كتاب معيار جمالي ومفتاح أبو إسحاق ("فخ الطيور المقدم إلى جمال والمفتاح الموكل إلى أبي إسحاق")، الذي أهداها في عام 1344 إلى آخر حاكم إنجي في فارس، أبو إسحاق الإنجي (حكم من 1343 إلى 1357). 
في شبابه، خدم شمس فخري في بلاط الهزارسبيين في لرستان، حيث أهدى قصيدة "معيار نصرتي" إلى حاكمها نصرة الدين أحمد (حكم. 1296–1330) في عام 1313. انضم بعد ذلك إلى بلاط غياث الدين محمد (وزير)، الوزير الفارسي للإيلخانات المغولية. ثم انضم لاحقًا إلى محكمة الإنجيين.